# Parodia sellowii
Parodia sellowii là một loài thực vật có hoa trong họ Cactaceae. Loài này được (Link & Otto) D.R. Hunt mô tả khoa học đầu tiên năm 1997.

## Hình ảnh

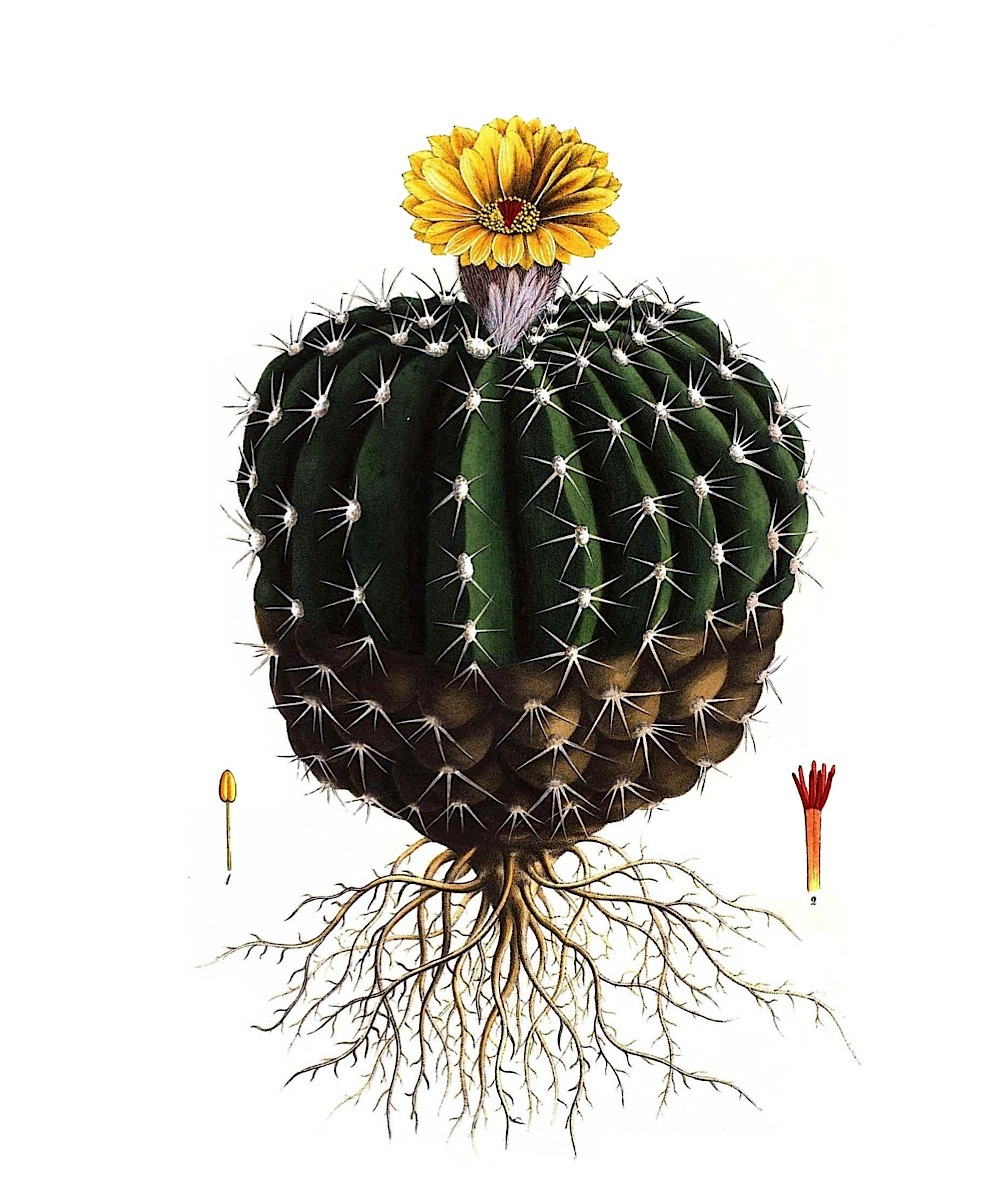
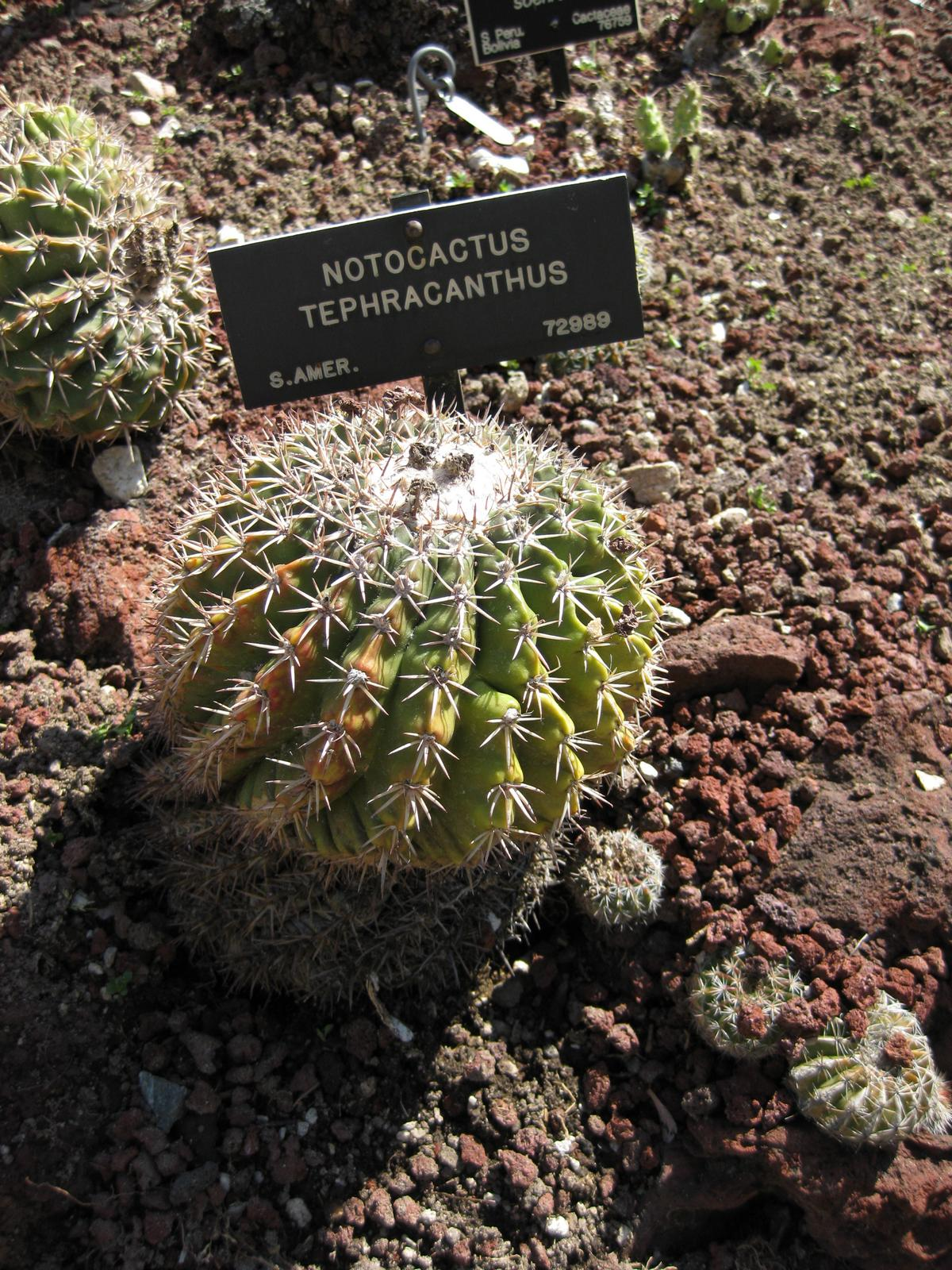
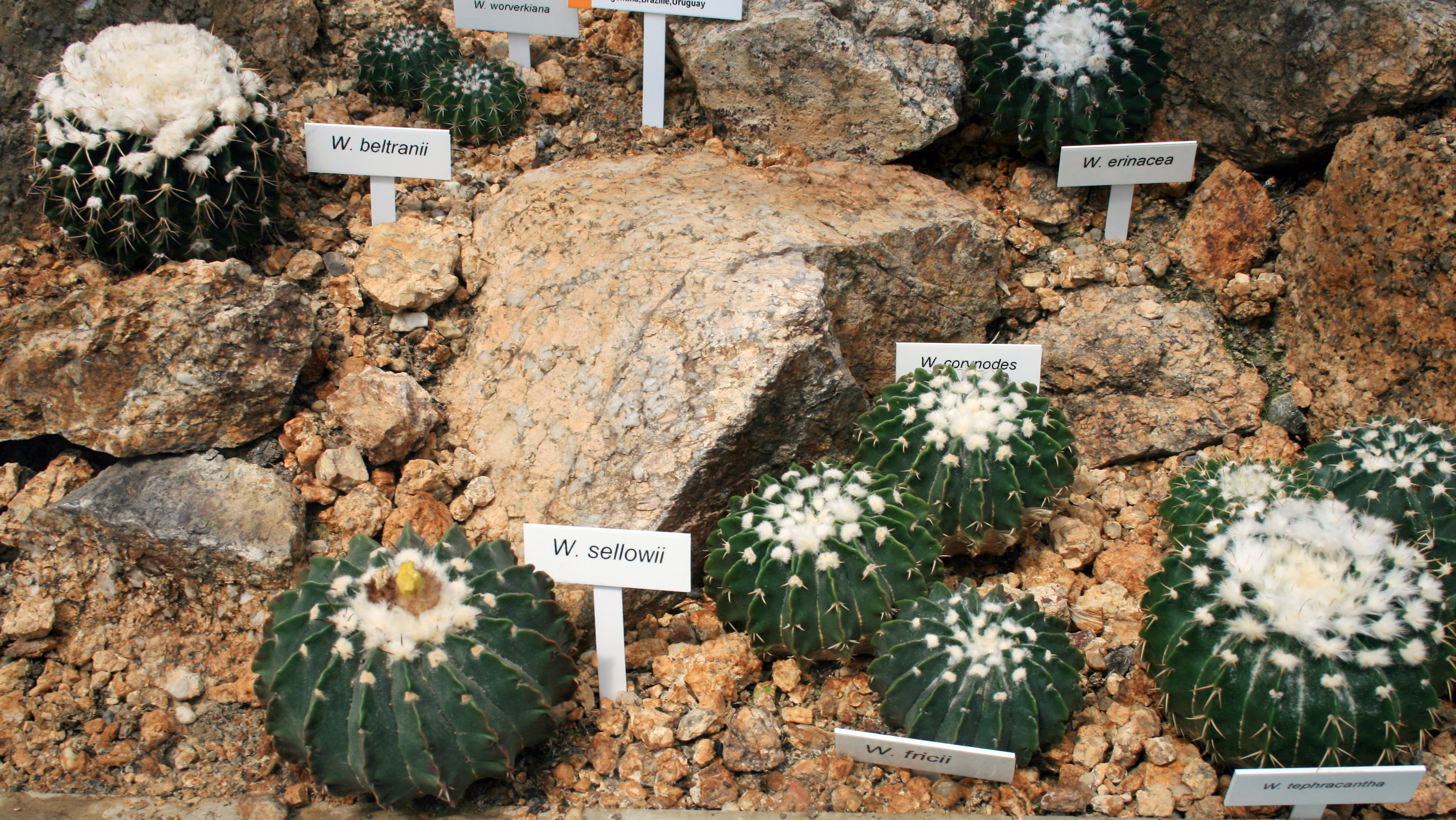
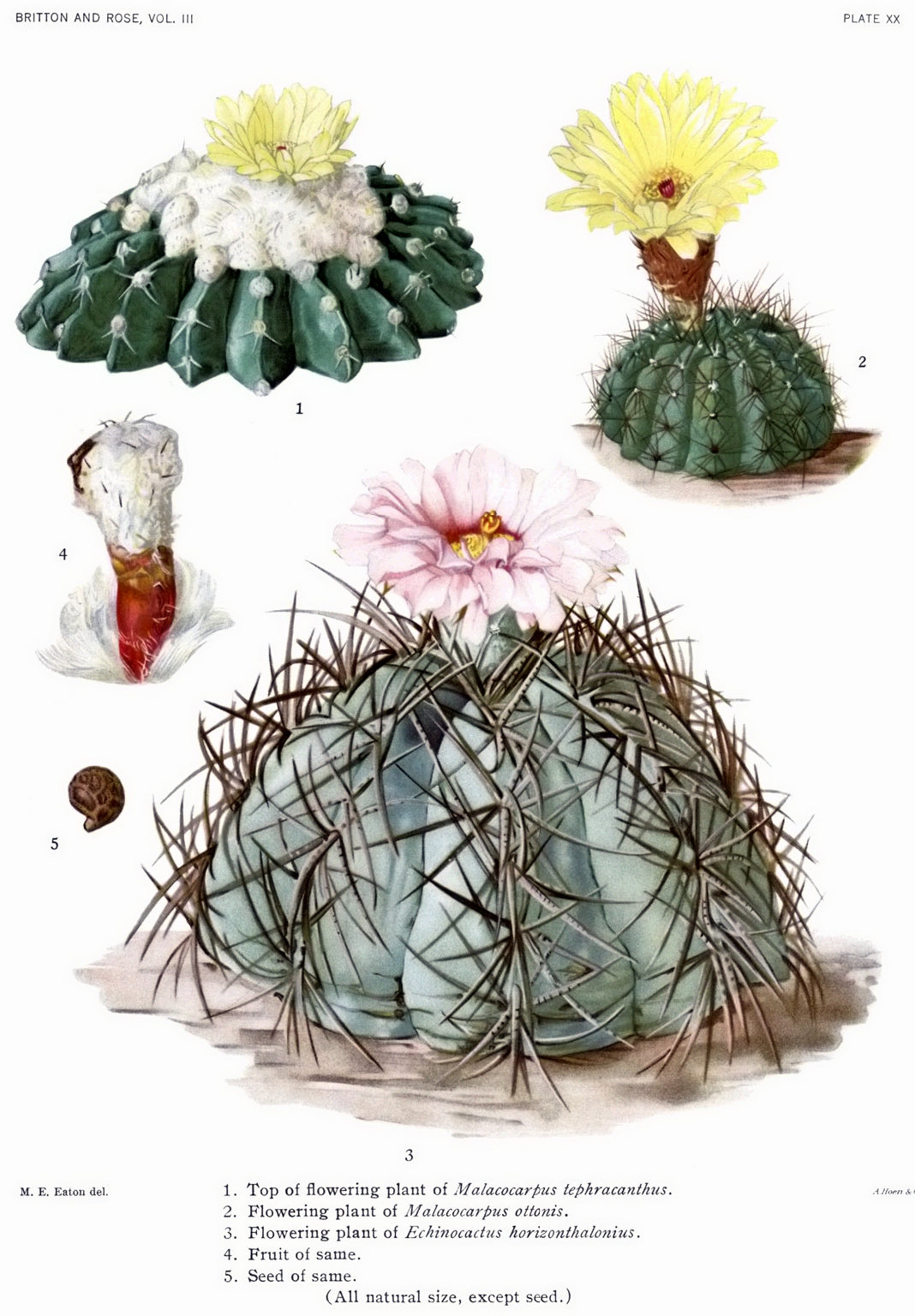